# Dziwiszów

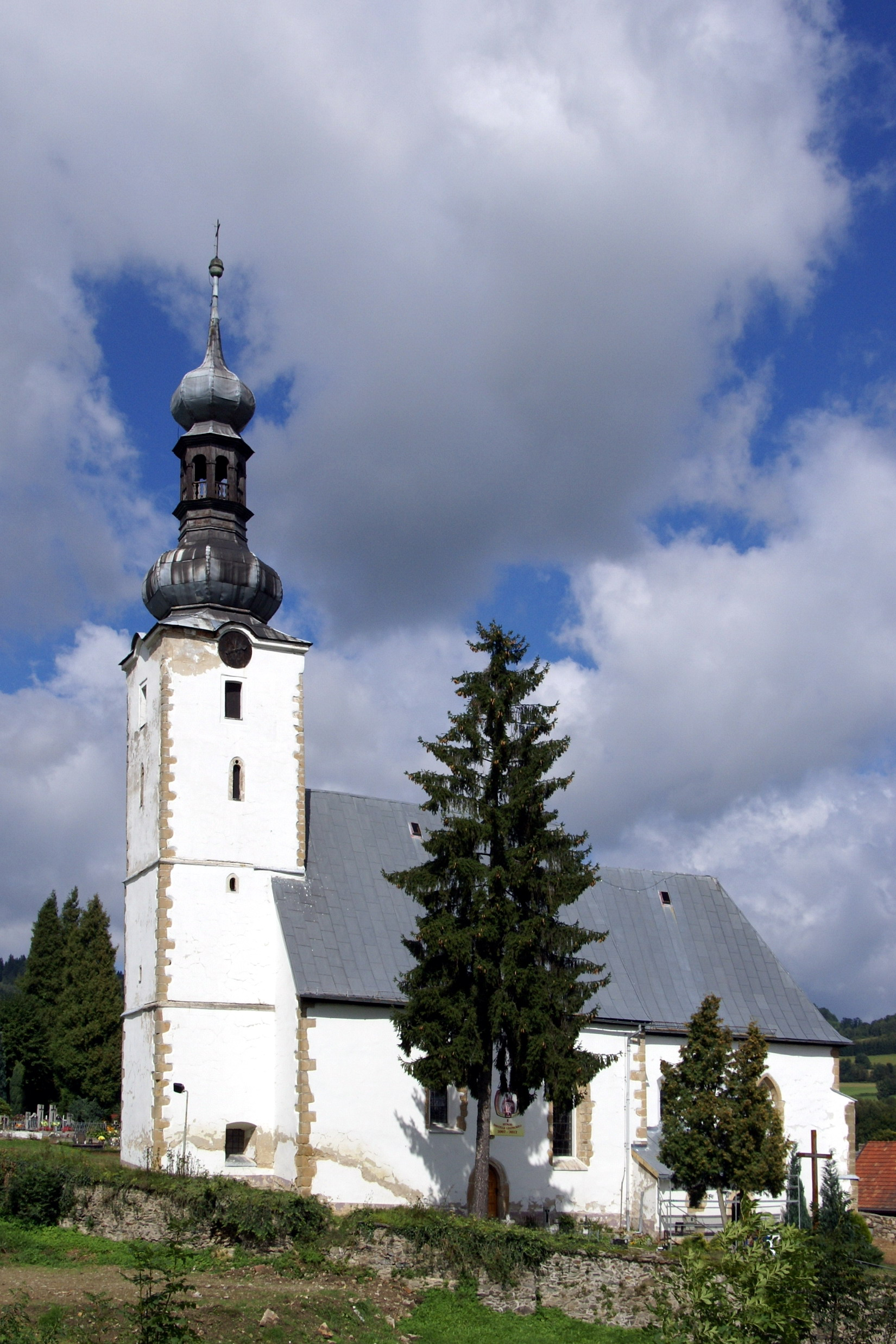
Kościół pw. św. Wawrzyńca

Dziwiszów (niem. Berbisdorf) – wieś w Polsce położona w województwie dolnośląskim, w powiecie karkonoskim, w gminie Jeżów Sudecki.

## Położenie
Leży w środkowej części Południowego Grzbietu Gór Kaczawskich.

## Podział administracyjny
W latach 1954–1961 wieś należała i była siedzibą władz gromady Dziwiszów, po jej zniesieniu w gromadzie Jeżów Sudecki. W latach 1975–1998 miejscowość położona była w województwie jeleniogórskim.

## Historia
Wieś powstała prawdopodobnie w drugiej połowie XIII wieku, według zapisów w starych przewodnikach w kościele miał być kamień z wykutą datą, rokiem 1250, ale budowlę datuje się na lata 1300–1350. Być może już wcześniej w okolicy wydobywano złoto, na pewno miało to miejsce w XV wieku. Świadczą o tym stare szybiki odnalezione przy szosie do Jeleniej Góry. 
Dziwiszów rozwijał się stosunkowo szybko dzięki dogodnemu położeniu w pobliżu miasta, przy dość ruchliwej drodze, której znaczenie jeszcze wzrosło w XVII-XVIII wieku. Ten rozwój spowodował, że Dziwiszów szybko podzielił się na dwie części: Dolny i Górny, które miewały nawet odrębnych właścicieli, chociaż zawsze łączyły się zabudowaniami. 
W drugiej połowie XIX wieku największą atrakcją Dziwiszowa była Kapela, kamieniołomu marmurów i gospody z ogrodem różanym i kolumnadą. Administracyjnie należała jednak do Podgórek. W samym Dziwiszowie turystom polecano browar oraz park pałacowy, który nazywano dzikim i podkreślano, że żyją w nim jelenie. Znajdował się tu również pomnik wojny roku 1813 i pomnik ofiar I wojny światowej ufundowany na Ulinie, gdzie była też altana widokowa. W opisach zaznaczano piękne położenie cmentarza. Przez cały czas utrzymywała się stabilna sytuacja ludnościowa, czemu sprzyjało dogodne położenie, dobre warunki glebowo-klimatyczne i bliskość Jeleniej Góry. 
W roku 1945 wieś włączono do Polski. Dotychczasowa jej ludność została wysiedlona do Niemiec.

## Nazwy historyczne
- 1255 Berwisdorf
- 1300 Berthwigisdorf
- 1319 Berwigisdorf, Berwigisdorph
- 1398 Berwigsdorff
- 1688 Bernsdorf
- 1677 Berbigsdorf, Berbisdorf
- 1726 Berbsdorff
- 1786 Bernsdorf
- 1816 Nieder-Ober-Berbisdorf
- 1840 Bernharsdorf, Nieder-, Ober-Berbisdorf
- 1945 Babice, Berberysów, Dziewiążów, Dzieważów
- 1946 Dziwiszów[4]

## Zabytki
Do wojewódzkiego rejestru zabytków wpisane są obiekty:
- kościół pw. św. Wawrzyńca, z XIV w., z jednowskazówkowym zegarem z 1800 r. na wieży[6]
- cmentarz przykościelny
- ogrodzenie z bramką
- zespół pałacowy i folwarczny:
  - pałac, z drugiej połowy XVI w., przebudowany w 1778 r. i w drugiej połowy XIX w.
  - stajnia koni hodowlanych, z czwartej ćwierci XVIII w., przebudowana w XIX w.
  - stajnia koni zarodowych, z czwartej ćwierci XVIII w., przebudowana w XIX w.
  - stajnia koni spacerowych z przejazdem i część mieszkalna, z czwartej ćwierci XVIII w., przebudowane w XIX w.
  - budynek stodoły, obory, chlewu i magazynu uprzęży, z czwartej ćwierci XVIII w., przebudowane w XIX w.
  - park, z końca XVIII w., zmiany w XIX w.
- zajazd, obecnie dom mieszkalny nr 39, z końca XVIII w., przebudowany na początku XX w.

W miejscowości znajdują się dwa stare monolitowe kamienne krzyże. Ani ich wiek ani pochodzenie nie są znane. Możliwe, że są to krzyże średniowieczne. Pojawiająca się hipoteza, że są to tzw. krzyże pokutne, nie ma oparcia w bezpośrednich dowodach i oparta jest wyłącznie na nieuprawnionym założeniu, że wszystkie stare kamienne monolitowe krzyże są krzyżami pokutnymi. Tymczasem przyczyna ich fundacji może być różna, od ściśle religijnej wyrażającej wiarę, poprzez wotywną, pamiątkową czy oznaczania granic posiadłości. 

## Współczesność
Aktualnie Dziwiszów staje się miejscowością wypoczynkową, poszerza się baza noclegowa, duże znaczenie ma też ośrodek rekreacyjny na Łysej Górze, Dziwiszów posiada zadbane boiska do piłki nożnej, siatkówki i koszykówki.